# Джек Абрамофф
Джек Абрамофф (англ. Jack Abramoff; нар. 28 лютого 1959, Атлантик-Сіті, Нью-Джерсі) — колишній американський політичний лобіст і бізнесмен, залучений в ряд корупційних скандалів.
Був заарештований в 2005 році за звинуваченням у підкупі ряду конгресменів-республіканців. У 2006 році визнав себе винним в ухиленні від податків, обмані клієнтів, змові з метою підкупу посадових осіб та фінансових махінаціях. Враховуючи співпрацю з слідством, Абрамофф був засуджений до найменшого терміну позбавлення волі з можливих — 5 років і 10 місяців та виплаті 21 млн доларів компенсацій (разом зі своїм партнером). Одним з епізодів була справа, пов'язане з роботою індіанських казино, отриманням великих грошових коштів від індіанських племен і їх обман. Було встановлено що Абрамофф підкуповував керівництво індіанських племен, влаштовуючи їм пишні вечірки, а замість своїх лобістських послуг отримував багатомільйонні грошові компенсації.
У матеріалі «Про ситуацію з правами людини в США — 2006», наданому Прес-канцелярією Держради КНР, про справу Абрамоффа зазначається: «У 2006 році в політичних колах США розгорівся найсерйозніший за останні десятиліття корупційний скандал — т. зв. „Справа лобістів“, головним фігурантом за яким став Джек Абрамофф: вже 4 конгресмена пішли у відставку і ще більше десятка знаходяться під слідством».
Після свого осуду, Джек щільно співпрацював зі слідством, даючи свідчення на колишніх колег лобістів і конгресменів. Зокрема, його свідчення стали одним з ключових епізодів, що призвели до відставки і ув'язнення Боба Нея (англ. Bob Ney), колишнього лідера республіканської більшості в Палаті представників США.
У початку червня 2010 року Абрамофф вийшов на свободу і влаштувався на роботу в кошерну піцерію в м. Балтімор.

## Кінематограф
У 2010 році вийшов у світ фільм «Казино Джек», що оповідає про життя Джека Абрамоффа. Самого бізнесмена зіграв Кевін Спейсі.
Однак перш, ніж самому стати героєм кінематографічної історії, Абрамофф брав участь у кінематографі з іншого боку, спродюсував фільми «Червоний скорпіон» (1988) і «Червоний скорпіон 2» (1995), причому для першого він же написав сценарій. Більшість витрат на фільм покрив тодішній уряд Південно-Африканської Республіки щоб підірвати міжнародний авторитет Африканського Міжнародного Конгресу.